# Sabiñánigo
Sabiñánigo (aragónul Samianigo) település Spanyolországban, Huesca tartományban. Sabiñánigo Caldearenas, Jaca, Villanúa, Canfranc, Sallent de Gállego, Biescas, Yebra de Basa, Fiscal, Boltaña, Bierge és Nueno községekkel határos. Lakosainak száma 9592 fő (2024).

## Népesség
A település népessége az utóbbi években az alábbiak szerint változott:
| Lakosok száma | 8295 | 8855 | 9673 | 10 378 | 10 241 | 9883 | 9254 | 9238 | 9371 | 9592 |
|               | 2001 | 2004 | 2007 | 2009   | 2012   | 2014 | 2017 | 2019 | 2022 | 2024 |